# نافالافونتي
نافالافونتي (بالإنجليزية: Navalafuente)‏ هي بلدية ومدينة في منطقة الحكم الذاتي وتقع في منطقة مدريد في وسط إسبانيا. تبلغ مساحة هذه المدينة 11.75 (كم²)، ويبلغ عدد سكانها 1220 نسمة حسب إحصاء سنة 2012 م.

## وصلات خارجية
- http://www.navalafuente.org/